# David Vern Reed
David Vern Reed (* 1924; † 1989), eigentlich David Levine (Pseudonyme David Vern, Alexander Blade, Craig Ellis, Clyde Woodruff und Peter Horn) war ein US-amerikanischer Comicautor.

## Leben und Arbeit
Reed wurde 1924 als David Levine geboren. Nach dem Collegebesuch, der Teilnahme am Zweiten Weltkrieg und kleinere Schreibjobs begann Levine in den 1950er Jahren auf Vermittlung seines Freundes Julius Schwartz, der als Editor bei dem Verlag DC-Comics tätig war, als Comiczeichner zu arbeiten. Unter dem Künstlernamen David Vern Reed, sowie seltener unter einer Reihe anderer Pseudonyme, schrieb er in den 1950er Jahren und noch einmal in den 1970er Jahren zahlreiche Hefte der Serien Batman, Detective Comics, World's Finest Comics und Superman. Charakteristisch für Reeds Comicgeschichten war dabei, dass er ihnen meist entweder einen dezidierten Science-Fiction-Touch oder aber eine unübersehbar absurde bzw. selbsparodistische Note verlieh (so veranstaltete er in einer seiner Batman-Geschichten eine "Unterwelt-Olympiade" in der Kriminelle aller Kontinente gegeneinander antraten). Zu Reeds bleibenden Beiträgen zum Batman-Stoff zählen unter anderem der Schurke Deadshot (Batman #59) sowie Batmans Fluggefährt, das Bat-Plane.
Abseits seiner Arbeit als Comicautor war Reed als Autor für verschiedene Zeitschriften – so für Cosmopolitan, Good Housekeeping, Collier's, Argosy und Mademoiselle – und für Pulpmagazine – beispielsweise Amazing Stories, Fantastic Adventures und Astoundign Science Fiction – tätig.
Darüber hinaus veröffentlichte er einige Romane wie Murder in Space. A Complete Science-Fiction Novel.

## Werke
Romane:
- The Thing that Made Love, s. l. 1944.
- The Whispering Gorilla. A Novel, Manchester 1950.
- Murder in Space. A Complete Science-Fiction Novel, New York 1954. (Mit Ed Emshwiller)

| Personendaten    | Personendaten                |
| ---------------- | ---------------------------- |
| NAME             | Reed, David Vern             |
| KURZBESCHREIBUNG | US-amerikanischer Comicautor |
| GEBURTSDATUM     | 1924                         |
| STERBEDATUM      | 1989                         |